# Stiepan Czerwonienko
Stiepan Wasiljewicz Czerwonienko (ros. Степа́н Васи́льевич Черво́ненко, ur. 16 września 1915 we wsi Okip w guberni połtawskiej, zm. 11 lipca 2003 w Moskwie) – radziecki działacz partyjny i dyplomata.

## Życiorys
Urodzony w ukraińskiej rodzinie chłopskiej, 1936 ukończył studia na Wydziale Ekonomicznym Kijowskiego Uniwersytetu Państwowego im. T. Szewczenki, 1936-1937 był ekonomistą Zarządu Statystycznego przy Państwowej Komisji Planowania przy Radzie Komisarzy Ludowych Ukraińskiej SRR, 1937-1941 pracował jako nauczyciel i dyrektor szkoły w Łebedynie. Od 1940 członek WKP(b), 1941-1944 służył w Armii Czerwonej, uczestnik wojny z Niemcami, m.in. forsowania Dniepru w listopadzie 1943, gdzie został ranny i do lipca 1944 przebywał na leczeniu. W latach 1944–1948 wykładowca, kierownik katedry marksizmu-leninizmu i dyrektor Czerkaskiego Instytutu Nauczycielskiego, w 1949 ukończył Akademię Nauk Społecznych przy KC WKP(b) i został kandydatem nauk filozoficznych. Od 1949 kierownik Grupy Lektorskiej KC KP(b)U, później kierownik Wydziału Nauki i Wyższych Instytucji Edukacyjnych KC KPU, od 26 marca 1954 do 17 stycznia 1956 zastępca członka, a od 21 stycznia 1956 do 16 lutego 1960 członek KC KPU. Od 26 czerwca 1956 do 24 października 1959 sekretarz KC KPU, od 4 grudnia 1957 do 24 października 1959 zastępca członka Prezydium KC KPU, od 15 października 1959 do 13 kwietnia 1965 ambasador nadzwyczajny i pełnomocny ZSRR w Chinach, od 31 października 1961 do 25 kwietnia 1989 członek KC KPZR. Od 13 kwietnia 1965 do 27 kwietnia 1973 ambasador nadzwyczajny i pełnomocny ZSRR w Czechosłowacji, od 3 maja 1973 do 20 stycznia 1982 ambasador nadzwyczajny i pełnomocny ZSRR we Francji, jednocześnie od 3 lipca 1973 do 20 marca 1974 ambasador nadzwyczajny i pełnomocny ZSRR na Madagaskarze. Od grudnia 1982 do października 1988 kierownik Wydziału KC KPZR ds. Pracy z Kadrami Zagranicznymi i Wyjazdami za Granicę, 1989-1993 radca Ministerstwa Spraw Zagranicznych ZSRR/Rosji, następnie na emeryturze. Deputowany do Rady Najwyższej ZSRR 5 i 11 kadencji.

## Odznaczenia
- Order Lenina (pięciokrotnie)
- Order Rewolucji Październikowej
- Order Czerwonego Sztandaru Pracy
- Order Wojny Ojczyźnianej I klasy
- Medal „Za Odwagę”
- Order Lwa Białego I klasy (Czechosłowacja)